# 오야마 타카노리
오야마 타카노리(일본어: 大山鎬則, 1974년 3월 8일 ~ )는 일본의 배우, 성우이다.

## 출연 작품

### TV 애니메이션
2004년
- 현시연(사사하라 칸지)

2005년
- 스즈카(핫토리 야스노부)

2006년
- 가정교사 히트맨 리본!(뱌쿠란)
- 제가페인(쿠로시오)

2007년
- 현시연 2(사사하라 칸지)